# Wolverine Lake
Wolverine Lake – wieś w Stanach Zjednoczonych, w stanie Michigan, w hrabstwie Oakland.